# Hippobosca camelina
Espèce
Synonymes
Hippobosca bactriana (Rondani, 1878) 	
Hippobosca dromedarina (Speiser, 1902)
Hippobosca camelina, dont le nom vernaculaire est hippobosque du dromadaire, est une espèce hématophage d'insectes diptères qui appartient au genre Hippobosca et à la famille des Hippoboscidae. 
C'est un parasite des dromadaires et des chevaux se nourrissant de leur sang, dont il lèche les suintements. 
Hippobosca camelina mesure 10 mm de longueur. Cette mouche est de couleur jaune chamois, la face dorsale du thorax présentant une grande tache noire en losange. Ses pattes, châtains claires, possèdent de puissantes griffes permettant de s'agripper sur ses hôtes. Son exosquelette est dur. C'est une espèce pupipare.
Sa distribution coïncide avec celle de son hôte habituel, le dromadaire, l'aire d'extension de ce dernier se confondant à son tour avec celle du peuple Arabe. Elle comprend toute l'Afrique du Nord et s'étend dans la partie orientale de l'Asie jusqu'au Pakistan. H. camelina peut se trouver accidentellement en France, Il a par exemple été trouvé sur un cheval, en Camargue. 